# 新幹線戰士
- 關於新幹線戰士系列動畫其他作品，請見「新幹線戰士Z”和“新幹線戰士 Change the World」。
- 關於前述系列動畫中名為「新幹線戰士」之虛構機器人，請見「新幹線戰士登場機體列表」。

《新幹線戰士》是JR東日本企劃、小學館集英社製作和多美三家公司合作策劃並於2015年3月16日推出的跨媒體製作，以新幹線變形而成的巨人機械人為主題。玩具商品由多美的Plarail玩具品牌自2015年9月起發行。
電視動畫由OLM製作，2018年1月6日起每周六在TBS電視台首播。香港方面於2018年11月22日起每周四及五在無線電視翡翠台首播，是極少數於無線電視播放時，一律不設自製過場的標準半小時電視動畫（64集除外），與其他動畫做法大相徑庭。
電視動畫第2部《新幹線戰士Z》以及第3部《新幹線戰士 Change the World》分別於2021年4月9日及2024年4月7日起在東京電視網播出。

## 故事大綱

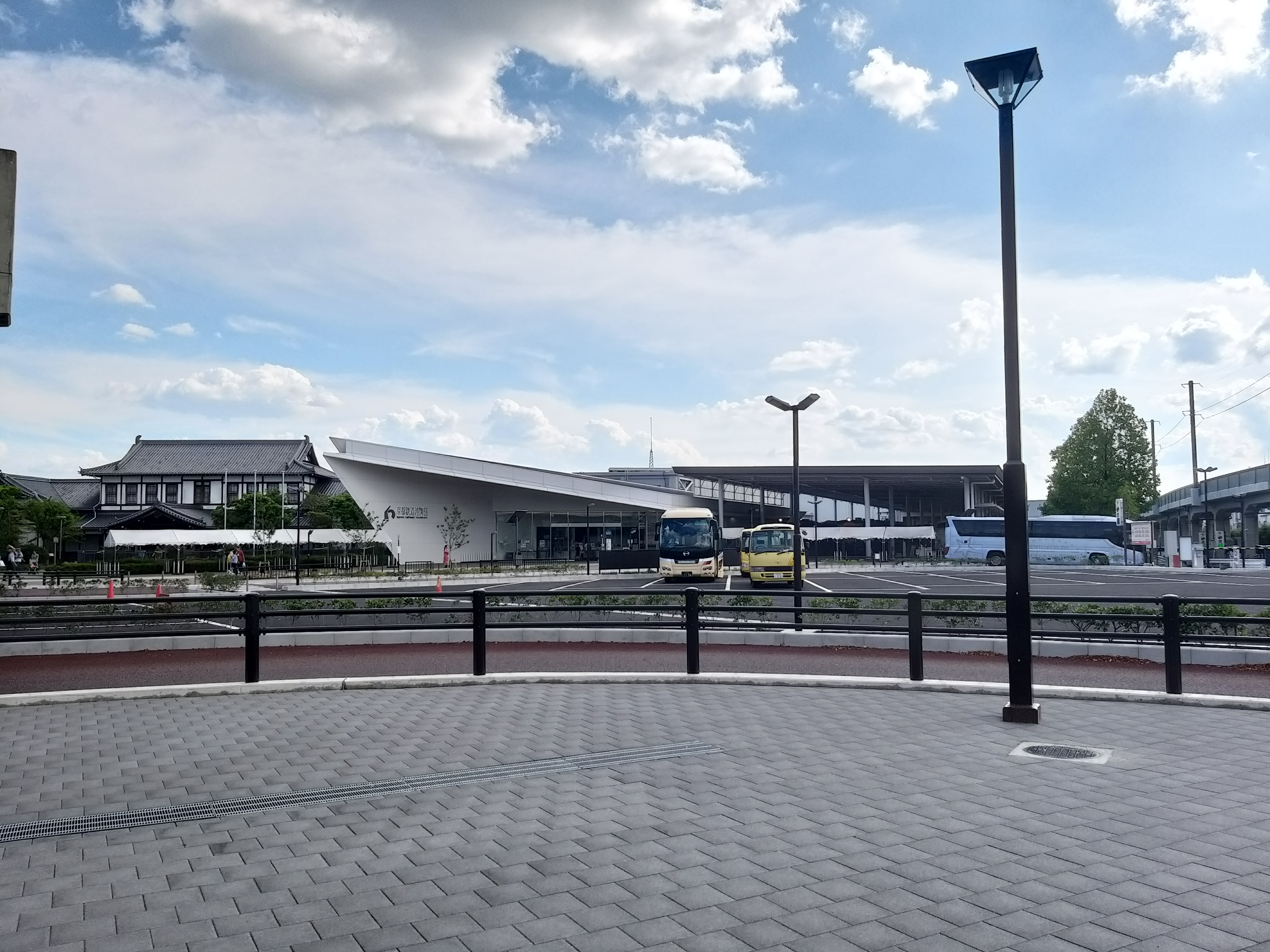
真實世界的京都鐵道博物館

鐵道博物館、京都鐵道博物館、磁浮·鐵道館的地下深處潛藏着特務機關「新幹線超進化研究所」。該研究所為了從「黑色新幹線」誕生出的巨型怪物體手中守護日本，開發出了「新幹線戰士」，只有讓與新幹線戰士合適率較高的孩子們駕駛，才能發揮出機體最大的力量打退強敵，而「黑色新幹線」目的是什麼，孩子們能否守護好日本的未來？變形！新幹線戰士！

## 登場人物
登場人物（除了基度拉爾撒斯角色）的姓名取自鐵道車站名、列車名、日本各地的地名及鐵道術語。

## 登場敵人

### 第一號敵人
第一號敵人
最初出現的巨型怪物體，是搭載基度拉爾撒斯科技的機動載具型兵器。外型沿用自原着中的反派「罰神」，類似日本繩文時代遺物「遮光器土偶」的造型。首次出現於第1話中出水司令回憶十年前事件的回憶片段。第33話正式登場。新幹線模擬器遊戲畫面中的目標即為第一號敵人。
10年前於宮城縣松島町附近出現，總數12臺，對人類都市發動猛烈攻擊僅1分鐘後全數撤退消失。
第33話時虎目駕駛其中一臺於栃木縣矢板市片岡站上空出現。該機於第40話中被摧毀。

### 黑色列車
使用基度拉爾撒斯科技製造，能夠行駛於人類鐵路上的列車種類，雖然都有配備集電弓，但在沒有架線或架線未通電的區域路線也能行駛。

#### 黑色新幹線/黑色新幹線戰士
黑色新幹線
在日本各地新幹線鐵路上神出鬼沒的神秘的新幹線，行走時會釋出大量黑色粒子。隸屬於特工。常被民眾誤認為是「現美新幹線」。初次登場於第1話。
名稱取自已中止的新幹線路線計劃「四國新幹線」的諧音。
黑色新幹線戰士
黑色新幹線的新幹線戰士模式。
黑龍
由黑色新幹線的中間車變成的機器龍，可以從旁支援黑色新幹線戰士、讓黑色新幹線戰士騎在身上戰鬥，也能和黑色新幹線戰士合體組成「黑色新幹線戰士龍騎兵模式」，或將各部位分解後裝在黑色新幹線戰士身上組成「黑色新幹線戰士狂戰士模式」。

#### 黑色貨運列車
黑色貨運列車
黑色新幹線的後繼機，為外型酷似超進化電動貨物的貨運列車。隸屬於舊世代特工，主要用於搬運古力亞捷斯到地面。初次登場於第43話。

#### 神秘新幹線/黑色新幹線戰士奧加/黑色車長寶/暗黑號編號機
神秘新幹線
黑色新幹線的後繼機，和前兩者不同之處在於其能夠行駛於在來線上。隸屬於麒麟。初次登場於第64話片尾。
神秘新幹線攻擊模式
把避雷針刃裝置在神秘新幹線車頭前方，使其在新幹線型態時也能發動攻擊。
黑色新幹線戰士奧加
神秘新幹線的新幹線戰士模式。
黑色車長寶
麒麟持有的外觀酷似車長寶的深藍紫色車長機械人，暗黑號編號機控制者，初次登場於第67話。
暗黑號編號機
外觀酷似黑色新幹線戰士的複製體，由黑色車長寶控制，右肩寫著不同的羅馬數字以做區分，1-5,9,11,12號(I-V,IX,XI,XII)隸屬於蒼玉，其餘數十部隸屬於麒麟。

### 巨型怪物體
黑色粒子沾附於人類現代產物或動物上使其進化產生的巨型怪物，動力來源不明。
鐵路怪之前的巨型怪物體
在第1話中提到新幹線戰士的上一次出動是在兩個月前，當時的巨型怪物體和鐵路怪的形式差異很大，且能力較弱。在動畫中並沒有出現。
鐵路怪（配音員：岩崎諒太（日本））
第1-2話登場。於栃木縣矢板市片岡站附近出現。
瘋狂菲利斯
第2話登場。於福島縣郡山市附近出現。由廢棄遊樂園的摩天輪以及旋轉木馬變成。
冰樹怪
第3話登場。於宮城縣名取市出現。
冰樹怪2號
第4話登場，為冰樹怪的強化版本。
鋼鐵蒸汽怪
第5-6話登場。由石川縣金澤市博物館前陳列的日本國鐵D51型蒸汽機車9999號機變成。第65話於御殿場線靠近東海道新幹線的路段上再次出現。
星流怪
第7話登場。於東京都品川區大井車輛基地附近出現。
狂怒烈炎怪（配音員：伊原正明（日本））
第8話登場。由新潟縣長岡市火祭的火變成。
強蟹怪
第9話登場。於岩手縣花卷市出現。
荒山野豬怪
第10話登場。於山形縣米澤市大澤站附近出現。
進化清潔怪
第11話登場。由廢棄的吸塵機變成。
迷幻天后
第14話登場。於御台場出現。
鋼纜蜘蛛怪
第15話登場。於北海道函館山山頂纜車站出現。
鋼纜蜘蛛怪2號
第15-16話登場，鋼纜蜘蛛怪的強化版本，並於機身兩側新加裝冷凍用壓縮機。
巨眼怪
第17話登場。大阪市道頓堀川上空出現。第66話於川越線上再次出現。
鐵路怪2號
第20話登場。於栃木縣那須鹽原市黑磯站附近出現，鐵路怪的強化版本，新增了發射雷射光束的功能。
超級噴射飛行怪
第21話登場。於福岡縣北九州市八幡東區NEO SPACE WORLD遊樂園出現。第65話再次出現，由鋼鐵蒸汽怪的殘骸變成。
吞食地幔怪（配音員：伊原正明（日本））
第21-22、35話登場。由櫻島火山的熔岩漿變成。
信長水軍怪
第23話登場。於三重縣伊勢志摩地區出現。
邪惡手機怪
第24話登場。由上田梓的手機變成。
侵略工廠怪
第28話登場。於愛知縣中京工業地帶沿岸出現。
海洋獵人
第29話登場。於靜岡縣熱海市出現。
魔王信長
第30話登場。由織田信長的遺物「焦頭盔」變成，於本能寺附近出現。第37話於鶯谷站附近再次出現，由東京國立博物館內陳列的盔甲變成。續作《新幹線戰士Z》第13話中再次登場，於岐阜縣關原町出現。
王者使徒怪
第31話登場。熱海站附近出現。外型為新世紀福音戰士新劇場版中所有使徒的綜合體。
幽靈坦克
第32話登場。於長野縣長野市豐野站附近出現。
大橋巨人
第34話登場。由大鳴門橋變成，於瀨戶內海出現，全長為340公尺，後被新幹線變形機器人700系列擊毀。第67話於上越新幹線路線附近再次出現，全長增為450公尺，再度被新幹線變形機器人E5MkII極限交錯E7擊毀。

#### 怪物體化特工
玄武
第12-13、42、44話登場。玄武的怪物體型態。首次出現於東京站丸之內口。
白虎
第38-40話登場。白虎的怪物體型態。外形為穿着板甲、配備蛇腹劍的武士。
虎目的分身
第49話登場。外形為有着3條尾巴的刺盾角龍。起初被認為是古力亞捷斯。
虎目
第50話登場。虎目的怪物體型態，外形與其分身無異，惟其背上附着5隻蛇狀半生物。後被超級金色能量炮和地獄（黑色）能量炮擊破。第62-63話於相生站附近再次出現。
玄武、虎目、白虎（幻象）
第58話於岐阜縣關原町出現。伊邪博士為了引誘隼人、北斗、青龍、龍司和辰巳聚集在一起而製造出的幻象。
朱雀
第59話登場。朱雀的怪物體型態，於京都市左京區大文字山出現。外形為鳥頭人魚身。唯一未被擊破的怪物體化特工。
灰簾（第一型態）
第61話登場。灰簾的怪物體型態，外形為有着四隻手臂的巨人。後被超級金色能量炮擊破。
蒼玉
第62-63、69話登場。於郡山站附近出現，外形為槍騎兵。其配備的長柄刀具有射出衝擊波的能力。續作《新幹線戰士Z》第18、28話中再次登場，其中第28話時另外召喚出灰簾（第一型態）的劍並透過其力量進化為全身染為黑色的新型態，同時亦新增8塊類似灰簾（第二型態）持有之浮動錐狀物。
灰簾（第二型態）
第63-64話登場。灰簾吸收並反利用車長寶的數據後產生的新的怪物體型態。其外表呈灰銀色，背後有10塊浮動錐狀物，可作護盾或作浮游炮，亦可以5塊為一組組成大砲，甚至可以10塊合而為一衝向目標。在被雙重金色能量炮擊破後短暫變回假型態，後吸收地底世界的黑色粒子而復原。最終被雙重能量炮擊破。

#### 古力亞捷斯
除了基度拉爾撒斯之外生活於地底世界的物種之統稱，必須配備特殊核心球才能適應地面的環境，當核心球遭到破壞時會被傳送回地底，而後核心球會爆炸。陸地火蜥蜴是唯一一種不需配備核心球的古力亞捷斯。
巨龜怪
第43話登場。外形類似生活於白堊紀晚期的古巨龜。續作《新幹線戰士Z》第12話中再次登場，於愛知縣犬山市附近出現。
恐怖食人花
第48話登場。外形為存在於中生代的原始大型被子植物。續作《新幹線戰士Z》第22話中再次登場。
翼龍怪
第52話登場。外形類似翼龍。
兇殘鯊魚怪
第53話登場。外形類似中生代的鯊魚。
大王三葉蟲
第54話登場。外形類似古生代的三葉蟲。具有三個核心球。
極限巨龍獸
第55話登場。外形為蜥腳類恐龍。續作《新幹線戰士Z》第12話中再次登場，與巨龜怪一同於愛知縣犬山市附近出現。
千齒龍獸
第56話登場。直屬於灰簾的古力亞捷斯，總是成群結隊。外形類似伶盜龍屬恐龍。續作《新幹線戰士Z》第11話中再次登場，於愛知縣名古屋市金城埠頭出現。

#### 火蜥蜴
生活於地底世界的巨獸種族，背上配備有兩個類似死亡能量炮的粒子光束炮。
火蜥蜴索拉
第36、38-40話登場，由白虎飼養。在隼人與白虎單獨對話時摧毀捕獲力場使E5嚴重受損。第40話時被第一號敵人擊飛後下落不明。
陸地火蜥蜴
第46、47話登場，共2隻，先後分別於京都府京都市音羽山以及栃木縣矢板市片岡站附近出現。與「火蜥蜴索拉」屬不同個體。
另於第36話尚中有出現索拉之外的另一隻火蜥蜴，但無法得知其是否為後來的兩隻陸地火蜥蜴之一。

## 用語
新幹線超進化研究所
表向為基於國家戰略，由官民合作以新幹線技術為基礎研發次世代科技的組織，實際上是負責新幹線戰士的開發與運用，以及對巨型怪物體進行研究的特務機關。
最初由人類的八代伊三郎以及基度拉爾撒斯族的麒麟以藉由創造「新幹線戰士」促成兩個種族於地表和平共存為目標共同籌辦創立，隨後麒麟離去，八代則留下成為研究所的所長。之後研究所持續招募人類成員，並暫時以達到超進化速度為初期目標進行有關次世代高速鐵道的研發，至十年前第一號敵人發動攻擊後才以應對未知的敵人為由正式開始開發新幹線戰士。目前總部設於東京，並於大宮、京都、山形、名古屋、北海道、門司、橫川、西條等全國各地皆設有支部。
進化通
新幹線超進化研究所成員持有的特殊IC卡。除了用作進入超進化研究所的通行證外，也用於新幹線戰士的發車和變形。不同支部使用的進化卡圖案及色系分別對應JR集團不同公司發行之IC卡。大宮支部對應西瓜卡，京都支部對應ICOCA，名古屋支部對應TOICA，北海道支部對應Kitaca，門司支部對應SUGOCA，模式轉換卡的圖案主要對應JR東海的EX-IC，暗黑號及暗黑魔王號則使用對應黑色新幹線車身塗裝的圖案。至於新幹線戰士E5隼號MkII、923黃博士及阿爾法X之進化卡則增加金色邊框。
模式轉換卡
特製的進化卡，供具有多種模式的新幹線戰士切換至不同模式時使用。N700A進昇模式為藍色邊框及箭頭加金色背景，暗黑號之龍騎兵模式及狂霸模式皆為黑色邊框及黃色箭頭加紫色背景，暗黑魔王號飛昇模式則為黑色&金色邊框及紅色箭頭加黑色背景，至於阿爾法X X模式則不採用模式切換卡，而是被光之粒子強制進化而成。
超進化控制器 進化裝備（配音員：じんぼぼんじ（日本）；陳卓智（香港）；（台灣））
新幹線戰士駕駛員用來操控新幹線戰士的控制器，平時固定在駕駛艙控制台正中央，啟動後則置於駕駛員左手腕上。
暗黑進化裝備（配音員：じんぼぼんじ（日本）；陳卓智（香港）；（台灣））
暗黑號及暗黑魔王號配備的特製進化裝備，其語音與一般進化裝備不同，暗黑號之聲音較沙啞且機械音較重，暗黑魔王號者則無機械音但較為低沉。然而，當暗黑號進化為暗黑朱紅號後其語音會變成與超進化研究所持有之進化裝備一樣的聲音。
另外，在劇場版登場的敵方機體光之機神 瓦爾多的駕駛艙內配備了特製的藍色版本進化裝備，正式名稱不明。
新幹線戰隊
各支部新幹線戰士駕駛員的總稱。平時分別於各別所屬的支部中待命並各自行動，當對抗過於強大的敵人或遭遇敵方大規模攻擊行動時才會全員出動並集結。其中合適率最高的速杉隼人被眾成員認定為戰隊的領導者。
動畫中曾分別於第64話與灰簾的決戰以及第76話與暗黑魔王號決戰等二大重要戰役結束後暫時解散。劇場版為了應對瓦爾哈蘭而最後一次集結，之後正式全員解散。多年後於第二部《新幹線戰士Z》鐵傲帝入侵時多數成員之合適率皆已顯著下降，因而由各支部重新招募駕駛員組成新世代的新幹線戰隊。
新幹線模擬器
看似遊戲的應用程式，可以安裝在智慧型手機和平板電腦上。實際上是模仿操作新幹線戰士的模擬器。在應用程式中獲得高分數的人被認為是有着高合適率的駕駛員。第3話起以遊戲軟體及街機的形式開放一般民眾使用。
進化應用程式
安裝在各駕駛員手機上的應用程式，當敵人出現時會用此應用程式通知駕駛員，並發出類似發車鈴聲的聲響。
合適率
衡量駕駛員們能夠將機體能力發揮出多少的數值化指標，數值不高者甚至完全無法啟動機體，而合適率高者得以於操縱時使用專用武器與必殺技。孩子們的數值傾向較大人們的要高，且數值亦會根據駕駛員於戰鬥中的狀態產生劇烈的變化。
鐵質
原為鐵道迷用語，指個人對鐵道的愛好程度，第13話中被三島研究員借用代指各高合適率者們體能數據中共通的要素。
思想連鎖
針對E5隼號較為特殊的構造而設計，使駕駛員與車長機器人的思想連結起來以降低駕駛員負擔的機能，連結愈強即愈能隨心所欲地操縱機體。實際上是伊邪為使E5駕駛員達到合適率100%的目標而設的限制。
操作員
超進化研究所的基層人員，於各司令室中皆各配屬12位，又分為「通訊員」以及「指導員」等2種職位。主要負責接聽敵方目擊消息、聯絡各支部與JR機關、監控機體及駕駛員戰況、調整捕獲力場機能等職務，其中指導員另增加照顧並指導駕駛員的職務。各通訊員與指導員於入職前必須熟記全國九千個以上鐵路車站之站名與位置，以及新幹線的時刻表。
光線路軌
由一般新幹線路線上分岔出來，使列車進入捕獲力場内部的軌道，需要達到時速200公里以上方能進入，顏色為螢光藍綠色。當列車進入光線路軌後，其駕駛員的四周亦從一般駕駛艙情境變為由多條光線路軌交錯構成的空曠背景。
納米機械人鐵路
由基度拉爾撒斯創造、功能類似光線路軌的軌道。與前者不同之處在於其不需由一般路線上分出，因此得以讓黑色新幹線行駛於一般列車無法到達的區域。顏色多為螢光紅紫色，然而第76話中由朱雀、白虎與玄武集結來自全國各地的納米機械人後創造出的軌道顏色為彩色。
捕獲力場
把巨型怪物體關入其中，避免巨型怪物體對一般民眾造成傷害的場地。從日本上空貌似E5系的人造衛星發射出來。在這個場地中，即使是再激烈的戰鬥也不會對現實世界造成損害。因為應用了光學迷彩技術，從外面看不到裏面的情況。但是，這個場地是有維持時間的限制的，還有巨型怪物體的連續攻擊也可能將其破壞。
超進化速度
新幹線戰士由新幹線模式轉變成機械人模式所需要的速度（1225km/h）。該理論最初來自北斗大學論文提出的假説。
黑色粒子
基度拉爾撒斯科技所需的重要物質，外觀為濃紫色尖頂十字形，大小約1公分，中心處會發出淡綠色微光。黑色新幹線行走時會釋放出此種物質。第9話時出水司令與特工們相遇後取得一粒此種物質並帶回超進化研究所解析，發現其能夠使附着上的物體獨自進化，而將其命名為「納米機械人」。第64話中提到其在基度拉爾撒斯語言中稱為「路斯維特」。
特工
廣義泛指基度拉爾撒斯與鐵傲帝等異族中與超進化研究所直接接觸之成員，狹義指白虎、玄武、青龍、朱雀等四人。
地下試驗場
新幹線戰士平時進行戰鬥演練的場所，第26-27話與黑色新幹線戰士決鬥的場地。
東京站中央迎擊系統
新幹線超進化研究所針對非常緊急狀況設立的特殊戰場，第63-64話及劇場版大決戰的所在地。由綜合司令部負責管轄。啟動時必須封鎖東京市中心的丸之內地區。
光之粒子
與黑色粒子相對的物質，具有使人或物穿越時空的能力，然而穿越者回到原時空後不會記得穿越時發生的一切。原與黑色粒子同為基度拉爾撒斯科技的基礎，後因能夠操控發光粒子的族人紛紛移居外太空，目前地球上已無人能夠使用。
劇場版中一批工程團隊參與北海道新幹線札幌延伸段建設工程時於一處隧道工地內意外地釋放出遠古時期埋藏在山中的大量發光粒子，造成多年後已完成的新幹線戰士ALFA-X以及另一個世界的雪之哥吉拉受粒子影響來到現代，開啟了劇場版的劇情。

### 合體
連結合體
一臺二輛編成型新幹線戰士的上半身與另外一臺二輛編成型新幹線戰士的下半身以類似一般新幹線車頭對接的方式合體構成。
交叉合體
二輛編成型新幹線戰士（主合體之機體）與大型新幹線戰士（500系列或黃博士為適用對象，被合體之機體）合體構成，特徵為二輛編成機體之先頭車會縮回至車輛型態僅剩頭部露出，大型機體之先頭車及後尾車則分別變為手部，且鼻頭置於肩膀部位。500系列（回聲號/TYPE EVA/Hello Kitty）版本之主合體之機體只需使用先頭車，下半身以500系列之原下半身為膝蓋以上構造，原手臂為膝蓋以下構造；黃博士版本之主合體之機體則仍使用完整二輛車廂，並以黃博士之原下半身左右拆開分別作為兩腿膝蓋以下構造。
三重合體
新幹線戰士700系列特有的合體方式，合體完成後稱為「新幹線戰士三重合體」，依其三機之不同位置組合又分為近距攻擊強化的「希望號形式」、射擊強化的「光形式」以及力量強化的「瑞穗形式」，但僅希望號版本於動畫中出現。
超越交叉合體
三輛編成型新幹線戰士（E5 MkII、暗黑魔王號、N700S，主合體之機體）與其他二輛編成型新幹線戰士（唯一例外為五輛編成的阿爾法X X模式，被合體之機體）及上空偵察機（獵鷹、暗黑獵鷹、至尊飛龍）所合體構成，合體時上述主合體之機體之先頭車鼻頭分開成一對，被合體之機體先頭車縮回車輛型進入兩半鼻頭之間，後尾車則以連結合體之形式直接置於下半身，下方再由主合體之機體後尾車重組成之一對推進器置於腳底，之後偵察機分解並依序形成合體機體之加大手腕、護膝、翅膀等部位（暗黑魔王號版本另增加雷電飛翼、避雷針劍、六顆車輪鼓等部位），之後與E5 MkII合體者之翅膀末端會呈現對應被合體之機體之顏色，合體後主合體之機體頭部再戴上對應被合體之機體之頭盔及部分武器合體。與阿爾法X X模式的合體因構造較大而另增加強化鎧甲、線性錨式煞車器等支撐結構，且以X模式之手臂為主要手臂，主合體之機體之手臂則置於後方用於支撐翅膀。

### 機體配備/武器
集電弓飛翼DX
車長寶於第20話升級時增加的裝備。
超進化電動貨車
新幹線超進化研究所開發並持有的F級交流電氣機車，主要作為新幹線戰士的支援車輛。與武裝貨櫃合稱為「武裝列車」。
武裝貨櫃
超進化電動貨車上搭載的草綠色長型貨櫃，可對應戰況發展出不同機能。
超進化砸道機
由武裝貨櫃變形的武器。
頭盔
新幹線戰士各機體於合體或變形為強化型態時頭部增加之頭盔，造型常顯現各機體本身的特徵。連結合體時上半身機體之頭部配戴下半身機體之頭盔，交叉合體時使用大型機體之頭盔，三一合體時使用位於中央之機體之頭盔，超越交叉合體時則為主合體機體之頭盔外再配戴被合體機體之頭盔。

#### 能量炮
金色能量炮
新幹線戰士E5隼號的必殺技，由列車鼻頭連結器部分射出的粒子光束炮，光束顏色為綠色。
名稱取自JR東日本部分新幹線列車配備之特等車廂「金色頭等車廂」（Gran Class）之諧音。
超級金色能量炮
新幹線戰士E5隼號與新幹線戰士500回聲號進行交叉合體過後的必殺技，光束染色為淺藍色。
超級金色能量炮
新幹線戰士E5隼號與新幹線戰士黃醫生號進行交叉合體過後的必殺技，光束染色為黃綠色。
暗黑衝擊炮
黑色新幹線戰士的必殺技，其光束顏色為桃紅色，當暗黑號進化為暗黑朱紅號則轉變為紅色。
地獄（黑色）能量炮
黑色新幹線戰士狂戰士模式的必殺技。
雙重金色能量炮
新幹線戰士E5隼號MkII的必殺技，發射炮口增為兩個，光束顏色為亮綠色。
超越金色能量炮
新幹線戰士E5隼號MkII與暗黑朱紅號進行超越交叉合體過後的必殺技，光束顏色為亮綠色（E5 MkII之炮口）與紅紫色（暗黑朱紅號之炮口），三發光束混合後呈金黃色。
大曲金色能量炮
新幹線戰士E5隼號MkII與新幹線戰士E6小町號進行超越交叉合體過後的必殺技，光束染色為紅色，名稱取自大曲站。
飯山超越能量炮
新幹線戰士E5隼號MkII與新幹線戰士E7光輝號進行超越交叉合體過後的必殺技，光束染色為藍色，名稱取自飯山站。
三河安城超越能量炮
新幹線戰士E5隼號MkII與新幹線戰士N700A希望號進行超越交叉合體過後的必殺技，光束染色為天空藍，名稱取自三河安城站。
三重金色能量炮
新幹線戰士E5隼號MkII與新幹線戰士923黃醫生號進行超越交叉合體過後的必殺技。發射時923黃醫生號之鼻頭亦會開啟，且有軌電車劍會被置於其背部，並於其上裝置兩扇由中間車殼構成之太陽能板，用以吸收太陽能供能量炮使用，光束顏色為亮綠色（E5 MkII之炮口）與黃色（923之炮口），三發光束混合後呈黃綠色。
X字金色能量炮
新幹線戰士ALFA-X X模式的必殺技，其光束呈現"X"的字樣，顏色為藍綠色。
終極金色能量炮
新幹線戰士E5隼號MkII與新幹線戰士ALFA-X進行超越交叉合體過後的必殺技，發射時ALFA-X之鼻頭亦會開啟並發射X字金色能量炮的光束，光束顏色隨時間以及三發光束混合程度變化而依序呈現白、淺綠、金黃與草綠色。
三一能量炮
新幹線戰士三重合體的必殺技，和金色能量炮同樣為粒子光束炮性質，力量比金色能量炮更強。光束顏色分別為藍色（希望號之炮口）、草綠色（光號鐵路之星之炮口）與橘紅色（瑞穗號之炮口）。 

#### 特殊合體招式
超級閘口斬擊劍
E5隼號與其他機體進行連結合體時合適率升高後使用之強化武器，將原本裝置於機體肩部後方的推進翼移至劍之兩側作為加強刀刃使用而成。
雙重閘口斬擊劍
E5與H5同時使出其閘口斬擊劍之必殺技而成。
閘口三叉戟
E5x500的配備武器，將閘口斬擊劍插入信號機矛槍頂端而成，其中閘口斬擊劍之刀刃顏色轉變為淺藍色。
雙重能量炮
二機配備能量炮機體同時發射產生超強大光束，多話中分別被不同機體使用。第50話時為新幹線戰士E5交錯黃醫生號的究極光速能量炮與黑色新幹線戰士狂戰士模式的深淵衝擊炮；第64話時為新幹線戰士E5隼號MkII的二重光速能量炮與黑色新幹線戰士紅的死亡能量炮；劇場版中則為速杉隼人駕駛之新幹線戰士E5隼號MkII的二重光速能量炮與玄武駕駛之新幹線戰士E5隼號的光速能量炮，然而劇場版中發動時僅以「金色能量炮」稱之。
超越交叉真紅磨床劍
E5MkII X 暗黑朱紅號的配備武器，由兩把超級暗黑閘口斬擊劍分別裝至閘口劍鞘之左右兩側而成，使用時兩把劍會高速旋轉。
閘口來福槍
E5MkII X E6的配備武器，由兩枝平交道射擊槍分別裝至閘口劍鞘之左右兩側形成之大型槍枝。
雙重欄杆手裡劍
E3翼號與E3鐵翼號同時使出其平交道手裏劍之必殺技而成。
閘口長刀
E5MkII X 923黃醫生號的配備武器，將閘口斬擊劍之劍柄插入電磁軌道炮之炮口中，再將另一端有軌電車劍之劍刃展開形成之雙刃劍。
閘口軍刀
E5MkII X 阿爾法X的配備武器，將閘口斬擊劍置於兩把連結車輛斬擊劍之間形成的武士刀，其中兩把連結車輛斬擊劍刀刃顏色由原先夕張熱能系統的橘色轉變為閘口斬擊劍的「疾風粉紅」色。
暗黑可變軌距劍
暗黑魔王號 X 暗黑朱紅號的必殺技，由兩把超級暗黑閘口斬擊劍分別裝至暗黑如意狼牙棒兩端並加長後形成之長劍，必殺技發動時會化為兩發車輪形狀衝擊波以軌距變換的形式左右夾擊敵人。

## 漫畫
『てれびくん』雜誌2015年11月號至2016年1月號以漫畫形式連載。『別冊コロコロコミックSpecial』於2018年4月號至同年8月號以『新幹線変形ロボ シンカリオン 超変形ギャグ外伝』為標題進行連載。

## 電視動畫

### 主題曲
片頭曲
「進化理論」（第2話－第76話）
填詞：藤林聖子，作曲：Coffee Creamers，編曲：Soma Genda，主唱：BOYS AND MEN
第1話、第64話、第76話用作片尾曲。[相關音樂片段]
片尾曲
「Go One Step Ahead」（第2話－第25話、第76話）
填詞、作曲、主唱：村上佳佑，編曲：白石紗澄李
第18話、第22話、第28話、第43話、第45話用作插入曲。
「I WANNA BE WITH YOU」（第26話－第38話）
作詞、作曲、歌：TETSUYA，編曲：Jun Suyama、TETSUYA
第37話用作插入曲。[相關音樂片段 （页面存档备份，存于）]
「Go Way!」（第39話－第51話）
填詞：すぅ，作曲：すぅ、クボナオキ，編曲：クボナオキ，主唱：SILENT SIREN[相關音樂片段]
第76話用作插入曲。
「STARTRAiN」（第52話－第63話）
作詞、作曲：Saku、天月，編曲：Saku，主唱：天月
第59話、第61話、第64話、第74話用作插入曲。
（第65話－第75話）
作詞、作曲、主唱：BERRY GOODMAN，編曲：HiDEX [ 相關音樂片段 ]
第69話用作插入曲。
插曲
（第13・14・17・19・23・24・35・53・54・66・75話）
填詞、作曲、編曲：井上裕治，主唱：山寺宏一
「殘酷天使的行動綱領」（第17話、第31話）
作詞：及川眠子，作曲：佐藤英敏，編曲：大森俊之，主唱：高橋洋子
「DECISIVE BATTLE」（第17話、第31話）
「Both of You、Dance Like You Want to Win!」（第31話）
「ASUKA STRIKES!」（第31話）
「The Day Tokyo-3 Stood Still」（第31話）
作曲：鷺巢詩郎
「Christmas Eve」（第49・50話）
作詞、作曲、主唱：山下達郎
「SOMEDAY」（第58話）
作詞、作曲、編曲、主唱：佐野元春
「地理教育鐵路歌東海道編」（第62話）
作詞：大和田建樹，作曲：多梅稚、上真行
「Progress」（第69話）
作詞：菅止戈男，作曲：武部聰志，主唱：kokua
台灣版中文主題曲
（第14話-）
作詞、作曲：曾世詩，主唱：香蕉哥哥

### 各話列表
| 話數   | 日文標題                            | 香港標題                         | 台灣標題                        | 劇本                                  | 分鏡              | 演出                                                   | 作畫監督                                                       | 總作畫監督                              | 登場敵人                                                                        | 日本 播放日期 | 香港 播放日期   | 台灣 播放日期  |
| ------ | ----------------------------------- | -------------------------------- | ------------------------------- | ------------------------------------- | ----------------- | ------------------------------------------------------ | -------------------------------------------------------------- | --------------------------------------- | ------------------------------------------------------------------------------- | ------------- | --------------- | -------------- |
| 第1話  |                                     | 出發! 新幹線戰士E5隼號                     | 出發 新幹線 E5隼號              | 下山健人                              | 池添隆博          | 根岸宏樹                                               | 永作友克 西岡夕樹                                              | 無                                      | 鐵路怪                                                                          | 2018年 1月6日 | 2018年 11月22日 | 2019年 3月31日 |
| 第2話  |                                     |                                  | 對決 新幹線對抗巨大怪物體                 | 下山健人                              | 山岸大悟          | 峯友則                                                 | 海谷敏久                                                       | 無                                      | 1. 鐵路怪 2. 瘋狂菲利斯                                                         | 1月13日       | 11月23日        | 4月7日         |
| 第3話  |                                     | 現身吧! 來自秋田的狙擊手         | 現身吧 來自秋田的狙擊手         | 下山健人                              | 池添隆博 山岸大悟 | 湖山禎崇                                               | 山科和佳菜 德田拓也                                            | 無                                      | 冰樹怪                                                                          | 1月20日       | 11月29日        | 4月14日        |
| 第4話  |                                     | 發射!新幹線戰士E6小町號                    | 射擊 新幹線機器人E6小町號                   | 下山健人                              | 鈴木恭兵 大畑晃一 | 鈴木恭兵                                               | 加藤壯                                                         | 無                                      | 冰樹怪2號                                                                       | 1月27日       | 11月30日        | 4月21日        |
| 第5話  |                                     | 激鬥! 鋼鐵蒸汽怪                           | 衝突 鋼鐵蒸汽機                 | 下山健人                              | 鈴木琢磨 大畑晃一 | 鈴木琢磨                                               | 青木昭仁 菅野智之                                              | 無                                      | 鋼鐵蒸汽怪                                                                      | 2月3日        | 12月6日         | 4月28日        |
| 第6話  |                                     | 貫穿! 新幹線戰士E7光輝號                   | 貫徹 新幹線E7光輝號             | 下山健人                              | 田所修 大畑晃一   | 佐佐木純人                                             | 永作友克                                                       | 無                                      | 鋼鐵蒸汽怪                                                                      | 2月10日       | 12月7日         | 5月5日         |
| 第7話  |                                     | 齊心協力! 隼人是個孝順兒子       | 合作 隼人是孝順的兒子           | 山下憲一                              | 吉田徹 大畑晃一   | 曾根利幸                                               | 海谷敏久                                                       | 西岡夕樹                                | 星流怪                                                                          | 2月17日       | 12月13日        | 5月12日        |
| 第8話  |                                     | 連結! 第一次的連結合體           | 連結 第一次的連結合體           | 下山健人                              | 湖山禎崇 大畑晃一 | 湖山禎崇                                               | 山科和佳菜 新岡浩美 大久保修 原田峰文                          | 西岡夕樹                                | 狂怒烈炎怪                                                                      | 2月24日       | 12月14日        | 5月19日        |
| 第9話  |                                     | 熱鬥!超進化研究所溫泉旅行        | 熱戰 超進化研究所溫泉旅行       | 下山健人                              | 山岸大悟 大畑晃一 | 曾根利幸                                               | 市來剛                                                         | 無                                      | 強蟹怪                                                                          | 3月3日        | 12月20日        | 5月26日        |
| 第10話 |                                     | 潛行狙擊! 新幹線戰士E3翼號                 | 隱忍 新幹線E3翼號               | 山下憲一                              | 鵜飼有希 紅優     | 秦義人                                                 | 加藤壯                                                         | 無                                      | 荒山野豬怪                                                                      | 3月10日       | 12月21日        | 6月2日         |
| 第11話 |                                     | 抹抹抹! 研究所的維修老師傅       | 擦亮 研究所的老維修員           | 下山健人                              | 緒方隆秀          | 加藤愛                                                 | 竹永擴功                                                       | 西岡夕樹                                | 進化清潔怪                                                                      | 3月17日       | 12月27日        | 6月9日         |
| 第12話 |                                     | 衝擊! 新幹線戰士N700A希望號                | 衝擊 新幹線N700A希望號          | 下山健人                              | 山岸大悟 大畑晃一 | 鈴木琢磨                                               | 菅野智之                                                       | 市來剛                                  | 玄武                                                                            | 3月24日       | 12月28日        | 6月16日        |
| 第13話 |                                     | 決戰!新幹線戰士對玄武                      | 決戰 新幹線對抗玄武             | 下山健人                              | 田所修 大畑晃一   | 曾根利幸                                               | 永作友克                                                       | 無                                      | 玄武                                                                            | 3月31日       | 2019年 1月3日   | 6月23日        |
| 第14話 |                                     | 登場! 新特工朱雀                 | 登場 全新的特務 朱雀            | 神山修一                              | 緒方隆秀          | 緒方隆秀                                               | 加藤愛 竹永擴功                                                | 無                                      | 迷幻天后                                                                        | 4月14日       | 1月4日          | 6月30日        |
| 第15話 |                                     | 一路向北!新幹線戰士H5隼號                  | 往北 新幹線H5隼號               | 山下憲一                              | 奥澤粗笨 大畑晃一 | 湖山禎崇                                               | 小川一郎 野口征恒                                              | 市來剛                                  | 1. 鋼纜蜘蛛怪 2. 鋼纜蜘蛛怪2號                                                  | 4月21日       | 1月10日         | 7月7日         |
| 第16話 |                                     | 爆發! 未來和隼人的雙重閘口斬擊劍 | 炸裂 未來跟隼人的雙重閘口斬擊劍 | 山下憲一                              | 田所修 大畑晃一   | 峯友則                                                 | 小海雄司                                                       | 市來剛 永作友克                         | 鋼纜蜘蛛怪2號                                                                   | 4月28日       | 1月11日         | 7月14日        |
| 第17話 |                                     | 移師西方! 新幹線戰士對大阪名產             | 向西 新幹線對抗大阪名產         | 大知慶一郎                            | 紅優 鵜飼有希     | 中村近世                                               | 鈴木伸一                                                       | 市來剛                                  | 巨眼怪                                                                          | 5月5日        | 1月17日         | 7月21日        |
| 第18話 |                                     | 漆黑敵人! 黑色新幹線戰士現身                   | 漆黑 暗黑號現身                       | 下山健人                              | 緒方隆秀          | 緒方隆秀                                               | 加藤愛 竹永擴功                                                | 市來剛                                  | 黑色新幹線戰士                                                                  | 5月12日       | 1月18日         | 7月28日        |
| 第19話 |                                     |                                  | 決鬥 新幹線對抗暗黑號                 | 下山健人                              | 山岸大悟          | 曾根利幸                                               | 永作友克                                                       | 無                                      | 黑色新幹線戰士                                                                  | 5月19日       | 1月24日         | 8月4日         |
| 第20話 |                                     | 大逃亡! 被控制的車長寶                 | 逃亡 被操控的貝克                   | 神山修一                              | 田所修 大畑晃一   | 加藤顯                                                 | 小川一郎                                                       | 市來剛                                  | 鐵路怪2號                                                                       | 5月26日       | 1月25日         | 8月11日        |
| 第21話 |                                     | 展翅高飛!新幹線戰士800燕號                 | 展翅 新幹線800燕子號            | 山下憲一                              | 緒方隆秀          | 緒方隆秀                                               | 加藤愛 竹永擴功                                                | 市來剛 青野祐果                         | 1. 超級噴射飛行怪 2. 吞食地幔怪                                                   | 6月2日        | 1月31日         | 8月18日        |
| 第22話 |                                     | 一飛沖天! E5隼號連結800燕號      | 飛翔 E5隼號連結800燕子號        | 山下憲一                              | 柾岡一佑 大畑晃一 | 秦義人                                                 | 柳田義明 船越英之                                              | 無                                      | 吞食地怪                                                                        | 6月9日        | 2月1日          | 8月25日        |
| 第23話 |                                     | 出動!新幹線戰士500回聲號                   | 出動 新幹線500回聲號            | 大知慶一郎                            | 紅優              | 鵜飼有希                                               | 中村近世 鈴木伸一                                              | 市來剛                                  | 信長水軍怪                                                                      | 6月16日       | 2月7日          | 9月1日         |
| 第24話 |                                     | 入侵! 迷你版巨型怪物體                     | 入侵 微小的巨大怪物體                     | 下山健人                              | 緒方隆秀          | 緒方隆秀                                               | 加藤愛 竹永擴功                                                | 市來剛                                  | 1. 邪惡手機怪 2. 黑色新幹線戰士龍騎兵模式                                       | 6月23日       | 2月8日          | 9月8日         |
| 第25話 |                                     |                                  | 再戰 新幹線對抗暗黑號                 | 神山修一                              | 中原禮 大畑晃一   | 曾根利幸                                               | 永作友克                                                       | 無                                      | 1. 黑色新幹線戰士龍騎兵模式 2. 黑色新幹線戰士狂戰士模式                         | 6月30日       | 2月14日         | 9月15日        |
| 第26話 |                                     |                                  | 威脅 可怕的暗黑狂霸號                     | 神山修一                              | 田所修 大畑晃一   | 峯友則                                                 | 小海雄司                                                       | 無                                      | 黑色新幹線戰士狂戰士模式                                                        | 7月7日        | 2月15日         | 9月22日        |
| 第27話 | 反撃!!E5×500                        | 反擊!E5×500                      | 反擊 E5交錯500                  | 山下憲一                              | 緒方隆秀          | 緒方隆秀                                               | 加藤愛 竹永擴功                                                | 無                                      | 黑色新幹線戰士狂戰士模式                                                        | 7月14日       | 2月21日         | 9月29日        |
| 第28話 |                                     | 去名古屋! 出水司令的過去         | 名古屋 出水司令官的過去         | 山下憲一                              | 山岸大悟          | 町谷俊輔                                               | 鈴木幸江                                                       | 市來剛                                  | 侵略工廠怪                                                                      | 7月21日       | 2月22日         | 10月6日        |
| 第29話 |                                     | 去海灘!尋找敵人的電波信號        | 大海 搜尋敵人的電波信號         | 下山健人                              | 紅優 鵜飼有希     | 貞光紳也                                               | 前田義宏 吉田徹 吉田夫美子 加瀬政廣 寺田浩之 檜垣彰子 根岸宏行 | 無                                      | 海洋獵人                                                                        | 7月28日       | 2月28日         | 10月13日       |
| 第30話 |                                     | 去京都! 隼人和阿梓的雙人之旅     | 京都 隼人跟杏紗的雙人旅行       | 大知慶一郎                            | 緒方隆秀          | 緒方隆秀                                               | 加藤茂 生野裕子                                                | 市來剛                                  | 魔王信長                                                                        | 8月4日        | 3月1日          | 10月20日       |
| 第31話 |                                     | 出發! 新幹線戰士500 TYPE EVA               | 出發 新幹線 500福音號           | 大知慶一郎                            | 山岸大悟 大畑晃一 | 曾根利幸                                               | 永作友克                                                       | 無                                      | 王者使徒怪                                                                      | 8月11日       | 3月7日          | 10月27日       |
| 第32話 |                                     | 露營! 看不見的巨型怪物體                   | 露營 看不見的巨大怪物體                   | 神山修一                              | 田所修 大畑晃一   | 中村近世                                               | 永作友克                                                       | 無                                      | 幽靈坦克                                                                        | 8月18日       | 3月8日          | 11月3日        |
| 第33話 | 宿題!!ハヤトの絵日記大作戦          | 做功課!隼人的繪畫日記大作戰      | 作業 隼人的塗鴉日記大作戰       | 山下憲一                              | 緒方隆秀          | 緒方隆秀                                               | 加藤愛 竹永擴功                                                | 無                                      | 第一號敵人                                                                      | 8月25日       | 3月14日         | 11月10日       |
| 第34話 | 対立!!シンカリオン 700シリーズ      | 對立! 新幹線戰士700系列                    | 對立 新幹線700系                | 下山健人                              | 奥澤粗笨 大畑晃一 | 榎本守                                                 | 板倉和弘                                                       | 市來剛                                  | 大橋巨人                                                                        | 9月1日        | 3月15日         | 11月17日       |
| 第35話 | 団結!!シンカリオン700 トリニティー  |                                  | 團結 新幹線700托尼提號                  | 下山健人                              | 紅優 鵜飼有希     | 貞光紳也                                               | 齋藤圭子 中島大智                                              | 市來剛                                  | 吞食地怪                                                                        | 9月8日        | 3月21日         | 11月24日       |
| 第36話 | 南へ!!桜島の敵アジトを探せ          | 去南方!尋找櫻島的敵人基地        | 往南 查探櫻島的敵人據點         | 下山健人                              | 緒方隆秀          | 緒方隆秀                                               | 加藤茂                                                         | 無                                      | 火蜥蜴索拉                                                                      | 9月15日       | 3月22日         | 12月1日        |
| 第37話 | 遭遇!!ハヤトとセイリュウ!?          | 不期而遇!隼人與青龍              | 遭遇 隼人與青龍                 | 下山健人                              | 山岸大悟 大畑晃一 | 曾根利幸                                               | 永作友克                                                       | 無                                      | 魔王信長                                                                        | 9月22日       | 3月28日         | 12月8日        |
| 第38話 | 救援!!シンカリオン ドクターイエロー |                                  | 救援 新幹線黃博士                     | 下山健人                              | 田所修 大畑晃一   | 新井宣圭                                               | 池上慎也 德川惠梨 桝井一平 安齋住惠 鈴木伸一                   | 市來剛                                  | 1. 白虎 2. 火蜥蜴索拉                                                           | 9月29日       | 3月29日         | 12月15日       |
| 第39話 |                                     | 真誠對話! 隼人和龍司的空手道修行 | 對話 隼人與隆司的空手道修行     | 下山健人                              | 緒方隆秀          | 緒方隆秀                                               | 竹永擴功 岸智惠美 加藤茂                                       | 無                                      | 1. 白虎 2. 火蜥蜴索拉                                                           | 10月6日       | 4月4日          | 12月22日       |
| 第40話 |                                     | 深入地底! 新幹線戰士對白虎                 | 地底 新幹線對決白虎             | 下山健人                              | 山岸大悟 大畑晃一 | 山岸大悟                                               | 榎本勝紀                                                       | 市來剛                                  | 1. 白虎 2. 火蜥蜴索拉 3. 第一號敵人                                             | 10月13日      | 4月5日          | 12月29日       |
| 第41話 |                                     | 特別會議!為隼人慶祝生日          | 會議 慶祝隼人的生日             | 下山健人                              | 鵜飼有希 紅優     | 貞光紳也                                               | 齋藤圭子 柿原剛                                                | 市來剛                                  | 第一號敵人                                                                      | 10月20日      | 4月11日         | 2020年 1月5日  |
| 第42話 |                                     | 一路向東! 首次體驗金色頭等車廂               | 往東 首次體驗頂級座艙                   | 下山健人                              | 緒方隆秀          | 緒方隆秀                                               | 加藤茂 加藤愛                                                  | 無                                      | 玄武                                                                            | 10月27日      | 4月12日         | 1月12日        |
| 第43話 |                                     | 交流!尋求跟玄武的溝通之道        | 交流 嘗試跟玄武對話             | 下山健人                              | 奥澤粗笨 大畑晃一 | 曾根利幸                                               | 永作友克                                                       | 無                                      | 巨龜怪                                                                          | 11月3日       | 4月18日         | 1月19日        |
| 第44話 |                                     | 家人! 秋田和回憶中的蛋糕         | 家族 秋田與回憶的蛋糕           | 下山健人                              | 田所修 大畑晃一   | 山岸大悟                                               | 野上慎也 安齋佳惠                                              | 市來剛                                  | 玄武                                                                            | 11月10日      | 4月19日         | 2月2日         |
| 第45話 |                                     | 去山形!阿忍退出駕駛員行列!?      | 山形 阿仁要退出駕駛員行列       | 下山健人                              | 緒方隆秀          | 緒方隆秀                                               | 竹永擴功 岸智惠美 加藤茂                                       | 無                                      | 1. 第一號敵人 2. 黑色新幹線戰士狂戰士模式                                       | 11月17日      | 4月25日         | 2月9日         |
| 第46話 |                                     | 突襲! 憤怒的黑色新幹線戰士                     | 來襲 憤怒的暗黑號                     | 下山健人                              | 山岸大悟          | 加藤大貴                                               | 市來剛 青野祐果                                                | 無                                      | 1. 陸地火蜥蜴 2. 黑色新幹線戰士狂戰士模式                                       | 11月24日      | 4月26日         | 2月16日        |
| 第47話 |                                     | 合體!E5×黃醫生號                         | 合適 E5交錯黃博士                     | 下山健人                              | 紅優 鵜飼有希     | 貞光紳也                                               | 齋藤佳子 吉田浩之                                              | 市來剛                                  | 1. 陸地火蜥蜴 2. 黑色新幹線戰士狂戰士模式                                       | 12月1日       | 5月2日          | 2月23日        |
| 第48話 |                                     | 年末盛事! 超進化研究所尾禡餐會   | 年底 超進化研究所的尾牙         | 下山健人                              | 緒方隆秀          | 緒方隆秀                                               | 加藤愛 竹永擴功 岸智惠美                                       | 無                                      | 恐怖食人花                                                                      | 12月8日       | 5月3日          | 3月1日         |
| 第49話 |                                     | 疾風! E3翼號鋼鐵飛翼                     | 疾風 新幹線 E3鐵翼號                  | 下山健人                              | 奥澤粗笨 大畑晃一 | 曾根利幸                                               | 榎本勝紀                                                       | 無                                      | 虎目                                                                            | 12月15日      | 5月9日          | 3月8日         |
| 第50話 |                                     | 並肩作戰! 黑色新幹線戰士對虎目                 | 戰鬥 暗黑號對決虎目                   | 下山健人                              | 田所修 大畑晃一   | 鈴木卓夫                                               | 野上慎也                                                       | 無                                      | 虎目                                                                            | 12月22日      | 5月10日         | 3月15日        |
| 第51話 |                                     | 更新!雙葉的業務日誌              | 更新 雙葉的業務日誌             | 下山健人 山下憲一 大知慶一郎 神山修一 | 岡田龍宙          | 岡田龍宙                                               | 西岡夕樹 市來剛                                                | 無                                      | 無                                                                              | 12月29日      | 5月16日         | 3月22日        |
| 第52話 |                                     | 全體集合! 新幹線戰士駕駛員新年會           | 集結 新幹線駕駛員新年會         | 大知慶一郎                            | 奥澤粗笨 大畑晃一 | 山岸大悟                                               | 永作友克                                                       | 無                                      | 翼龍怪                                                                          | 2019年 1月5日 | 5月17日         | 3月29日        |
| 第53話 |                                     | 問答遊戲! 黑色新幹線戰士和企鵝                 | 問答 暗黑號跟企鵝                     | 下山健人                              | 板井寬貴          | 長濱亘彥                                               | 大川美穗子 角谷知美                                            | 無                                      | 兇殘鯊魚怪                                                                      | 1月12日       | 5月23日         | 4月5日         |
| 第54話 |                                     | 兄弟不和! N700A與龍司版李小龍    | 兄弟 N700A跟隆司的藍調          | 下山健人                              | 大庭秀昭          | 大庭秀昭                                               | 山村俊了 臼田美夫                                              | 無                                      | 大王三葉蟲                                                                      | 1月19日       | 5月24日         | 4月12日        |
| 第55話 |                                     | 超超超加速! 黑色新幹線戰士紅                   | 超 超 超加速 暗黑朱紅號         | 下山健人                              | 緒方隆秀          | 松本義久                                               | 鱷淵和彥 古德真美 浦島美紀 壽夢龍                              | 無                                      | 極限巨龍獸                                                                      | 1月26日       | 5月30日         | 4月19日        |
| 第56話 |                                     | 撒豆!青龍假扮惡鬼                | 豆子 青龍的撒豆節               | 下山健人                              | 紅優 鵜飼有希     | 加藤大貴                                               | 渡邊真由美 松本淑惠 佐久間康子 大川美穗子 永作友克             | 無                                      | 千齒龍獸                                                                        | 2月2日        | 5月31日         | 4月26日        |
| 第57話 |                                     | 貼身追蹤! 基度拉爾撒斯的24小時               | 貼身觀察 基多拉爾薩斯的二十四小時           | 下山健人 山下憲一 大知慶一郎 神山修一 | 無                | 峰友則 鈴木琢磨 湖山禎崇 曾根利幸 長濱亘彥 町谷俊輔 等 | 永作友克 山科和佳菜 等                                         | 無                                      | 無                                                                              | 2月9日        | 6月6日          | 5月3日         |
| 第58話 |                                     | 加油! 特快列車和青春的E2系       | 加油 列車跟青春的E2系           | 下山健人                              | 奥澤粗笨 池添隆博 | 關大 渡邊正彥                                          | 壽門堂                                                         | 嶋崎知美 永作友克                       | 1. 玄武 2. 白虎 3. 虎目 （以上三者皆幻象）                                      | 2月16日       | 6月7日          | 5月10日        |
| 第59話 |                                     | 連繫人心! 新幹線戰士和火鍋的力量           | 連繫 新幹線與火鍋之力           | 下山健人                              | 紅優 鵜飼有希     | 長濱亘彥                                               | 大川美穗子 角谷知美                                            | 無                                      | 朱雀                                                                            | 2月23日       | 6月13日         | 5月17日        |
| 第60話 |                                     | 大作戰! 新幹線戰士全體集合                 | 大作戰 團結 新幹線小隊          | 下山健人                              | 山岸大悟          | 大庭秀昭                                               | 山村俊了 栗井重紀 臼田美夫 津熊健德 小野加奈子                 | 無                                      | 灰簾                                                                            | 3月2日        | 6月14日         | 5月24日        |
| 第61話 |                                     | 大激戰! E5×500對灰簾             | 大戰 E5交錯500對決灰簾          | 下山健人                              | 緒方隆秀          | 加藤大貴                                               | 北條裕之 林怡君                                                | 嶋崎知美 永作友克                       | 灰簾                                                                            | 3月9日        | 6月20日         | 5月31日        |
| 第62話 |                                     | 永別了!車長寶永遠長存                  | 再見了 永遠的朋友               | 下山健人                              | 工藤利春          | 松本義久                                               | 鱷淵和彥 古德真美 浦島美紀 壽夢龍                              | 小野可奈子                              | 1. 蒼玉 2. 虎目                                                                 | 3月16日       | 6月21日         | 6月7日         |
| 第63話 |                                     | 巨大展開! 東京站中央迎擊系統     | 展開 東京車站 中央迎擊系統      | 下山健人                              | 奥澤粗笨          | 山口美浩                                               | 壽門堂 服部益實                                                | 嶋崎知美 永作友克 青野祐果 大川美穗子   | 1. 灰簾 2. 蒼玉 3. 虎目                                                         | 3月23日       | 6月27日         | 6月14日        |
| 第64話 |                                     | 超絕進化!E5隼號Mk II             | 超級進化 E5隼號MKII             | 下山健人                              | 池添隆博 大畑晃一 | 長濱亘彥                                               | 青野祐果 永作友克 大川美穗子 角谷知美                          | 無                                      | 灰簾                                                                            | 3月30日       | 6月28日         | 6月21日        |
| 第65話 |                                     | 新學期新開始! 神秘新幹線出現     | 新學期 新展開 神秘新幹線祭典    | 下山健人                              | 板井寬樹          | 奧村吉昭                                               | 萩原祥子 島崎和美 小野可奈子 津熊健德                          | 無                                      | 1. 鋼鐵蒸汽怪 2. 超級噴射飛行怪                                                 | 4月6日        | 7月4日          | 6月28日        |
| 第66話 |                                     | 大爆發! 大曲金色能量炮                     | 炸裂 大曲光速能量炮                       | 下山健人                              | 紅優              | 關田修                                                 | 松本淑惠 槙田一章 吉田和香子                                   | 無                                      | 巨眼怪                                                                          | 4月20日       | 7月5日          | 7月5日         |
| 第67話 |                                     | 跟著上! 車輪金鋼鑽也有Mk II      | 跟進 車輪金鋼鑽MKII             | 下山健人                              | 上原秀明          | 粟井重紀                                               | 王敏 周曉華 朱曉林                                             | 永作友克 島崎知美                       | 大橋巨人                                                                        | 4月27日       | 7月11日         | 7月12日        |
| 第68話 |                                     | 神秘的敵人! 量產型黑色新幹線戰士                     | 神秘的敵人 暗黑號編號機                     | 下山健人                              | 奥澤粗笨          | 松本義久                                               | 古德真美 浦島美紀 壽夢龍                                       | 小野可奈子                              | 量產型黑色新幹線戰士 （10號）                                                   | 5月4日        | 7月12日         | 7月19日        |
| 第69話 |                                     | 變身! 進化戰士                   | 變身 新幹線戰隊                 | 下山健人                              | 工藤利春          | 長濱亘彥                                               | 大川美穗子 角谷知美                                            | 無                                      | 1. 量產型黑色新幹線戰士 （1號、2號、3號、4號、5號） 2. 蒼玉                     | 5月11日       | 7月18日         | 7月26日        |
| 第70話 |                                     | 大受打擊!傷心的青龍              | 震驚 悲傷的青龍                 | 下山健人                              | 紅優              | 粟井重紀                                               | 吉田翔太 高橋渚 永田敬善                                       | 小野可奈子                              | 量產型黑色新幹線戰士 （6號、7號、8號）                                          | 5月18日       | 7月19日         | 8月2日         |
| 第71話 |                                     | 最強敵人! 黑色新幹線戰士 奧加                       | 最強 前所未見的暗黑號                 | 下山健人                              | 上原秀明          | 佐土原武之                                             | 津熊健德 Park Ji-Seung                                         | 永作友克 島崎知美 大川美穗子            | 黑色新幹線戰士 奧加                                                             | 5月25日       | 7月25日         | 8月9日         |
| 第72話 |                                     | 和平共存!人類和基度拉爾撒斯                  | 共存 人類與基多拉爾薩斯族                   | 下山健人                              | 羽鳥潤            | 山口美浩                                               | See Seoung Hye Lee Ju Hyeon 壽門堂                             | 永作友克 島崎知美 大川美穗子 小野可奈子 | 量產型黑色新幹線戰士 （9號、11號、12號）                                        | 6月1日        | 7月26日         | 8月16日        |
| 第73話 |                                     |                                  |                                 | 下山健人                              | 加藤大貴 大畑晃一 | 加藤大貴                                               | 松本淑惠 反町司 吉田和香子                                     | 無                                      | 黑色新幹線戰士 奧加飛昇模式 量產型黑色新幹線戰士 （13號、14號、15號及其他多數） | 6月8日        | 8月1日          | 8月23日        |
| 第74話 |                                     | 大爆發! 漆黑的決鬥               | 大爆發 漆黑的決鬥               | 下山健人                              | 工藤利春 大畑晃一 | 松本義久                                               | 浦島美紀 壽夢龍 古德真美                                       | 永作友克 島崎知美 大川美穗子 小野可奈子 | 黑色新幹線戰士 奧加飛昇模式                                                     | 6月15日       | 8月2日          | 8月30日        |
| 第75話 |                                     | 最後決戰! 新幹線戰隊對黑色新幹線戰士 奧加           | 最終決戰 新幹線小隊對決暗黑魔王號         | 下山健人                              | 奥澤粗笨 大畑晃一 | 山口義浩                                               | 松本敏惠 大川美穗子 角谷知美                                   | 無                                      | 1. 黑色新幹線戰士 奧加飛昇模式 2. 黑色新幹線戰士 奧加改正雷擊炮型態             | 6月22日       | 8月8日          | 9月6日         |
| 第76話 |                                     | 到達終點! 與新幹線戰士一起從新出發         | 終點站 新幹線機器人與嶄新的起點             | 下山健人                              | 板井寬樹          | 長濱亘彥                                               | 永作友克 大川美穗子 角谷知美 吉田和香子                        | 小野可奈子                              | 黑色新幹線戰士 奧加改正雷擊型態                                                 | 6月29日       | 8月15日         | 9月13日        |

### 播放電視台
| 播放地區 | 播放電視台          | 播放日期                     | 播放時間（UTC+9）                               | 所屬聯播網 | 備註   |
| -------- | ------------------- | ---------------------------- | ----------------------------------------------- | ---------- | ------ |
| 日本國內 | TBS電視台系列全28局 | 2018年1月6日－2019年6月29日  | 星期六早上 7:00－7:30                           | 日本新聞網 | 製作局 |
| 日本國內 | BS-TBS              | 2019年7月1日－2019年8月28日  | 星期一早上 7:00－7:30 星期二至五早上 7:00－8:00 |            | 重播   |
| 日本國內 | TOKYO MX            | 2019年7月7日－2020年12月20日 | 星期日 上午10:30－11:00                         |            | 重播   |

| 日本國外  | 日本國外   | 日本國外                      | 日本國外                                                       | 日本國外   | 日本國外 |
| 播放地區  | 播放電視台 | 播放日期                      | 當地播放時間                                                   | 所屬聯播網 | 備註 |
| --------- | ---------- | ----------------------------- | -------------------------------------------------------------- | ---------- | --- |
| 香港 澳門 | 翡翠台     | 2018年11月22日－2019年8月15日 | 星期四、五 下午17:20－17:50                                    | 地面電視   | myTV SUPER提供無限重溫 2019年8月9日因插播跨部門記者會而暫停播映，改播《喜羊羊與灰太狼之智趣羊學堂2》                      |
| 台灣      | 東森幼幼台 | 2019年3月31日－2020年9月13日  | 星期日 上午10:30－11:00（首播） 星期六 上午 8:00－8:30（重播） |            | 第21話起重播時段改至星期日上午7:30-8:00，第43話起取消重播時段 2020年1月26日逢農曆新年而暫停播映，改播《粉紅豬小妹賀新春》 |
| 台灣      | 龍華動畫台 | 2019年7月8日－2020年1月8日    | 星期一至五 晚間8:00－8:30                                      |            | |
| 香港 澳門 | 翡翠台     | 2020年12月4日－2021年3月22日  | 星期一至五下午16:15－16:50 （重播）                            | 地面電視   | 2021年3月11日因插播總理記者會而暫停播映                                                                                   |
| 香港      | 兒童台     | 2021年7月1日－2021年9月14日   | 每日上午08:30－09:00 （重播）                                  | 收費電視   | |

## 劇場版

### 客串演出
速杉隼人與新幹線戰士E5隼號在2018年8月24日上映的《劇場版 DRIVE HEAD ~救援特警隊~》中擔任客串角色。

### 獨立製作
新幹線戰士劇場版《劇場版新幹線戰士：來自未來的神速ALFA-X》於2019年12月27日(日本)/2020年1月23日(香港、澳門)/2020年8月14日(台灣)上映。

## 與其他作品的合作
『異形蛋（エイリアンのたまご，Paon作品） 』
2018年7月27日至8月26日期間合作。
『言靈戰士』
2018年12月6日至2019年1月9日期間合作。
『超級機器人大戰X-Ω』
速杉隼人與E5MkII、車長寶以及青龍與黑色新幹線戰士紅於2019年7月1日至8日的期間活動中限定參戰。
『龍族拼圖』
2019年11月18日至12月2日期間合作。

## 腳註
1. ↑  兩集連播的短動畫或不設自製過場；由於本動畫上半場完結及下半場開首均有顯示靜態動畫名稱，因此不設自製過場。惟此後所有標準半小時動畫即使有顯示靜態動畫名稱（新幹線戰士Z、乞嗤大魔王2020等），都會維持播出自製過場。
2. ↑  此機實際上並不存在，原型取自白山市松任站前綠地保存之D51 822號機。
3. ↑  由於此種生物未配戴核心球，且可直接在地面被殺死，與第43話中玄武對古力亞捷斯的描述不符，因此按常理不歸類為古力亞捷斯。但根據官方簡介，陸地火蜥蜴屬於古力亞捷斯，而官方並未指明火蜥蜴索拉的身分，只敘述其「與基度拉爾撒斯同為地底世界的居民」，因此火蜥蜴索拉的種族身分不明。
4. ↑  例外：923黃醫生號隷屬於京都支部，但使用名古屋支部的圖案；N700瑞穗號隸屬於門司支部，但使用京都支部的圖案；阿爾法X隷屬於大宮支部，但使用對應ALFA-X(E956型)車身塗裝的全新圖案。
5. ↑  台灣版譯作「新幹線小隊」，而另將「新幹線戰隊」一稱代以指稱第69話提及之劇中劇「シンカライザー」。
6. ↑  第48話提到基度拉爾撒斯的眼睛構造與人類不同，光學迷彩對其無效，因此能夠看見捕獲力場內部。
7. 名稱取自拉丁文「Lux Vitae」，意為「生命之光」。
8. ↑  第二部第27話中鐵傲帝族人凡爾托姆亦被稱為「特工」，由此判明其並非僅指稱基度拉爾撒斯族人。
9. ↑  例外：黃醫生號於一般模式時就已配戴頭盔；N700A，黑色新幹線戰士 紅以及ALFA-X由於其頭盔包覆整個頭部，因此超越交叉合體時無法配戴主合體機體之頭盔；黑色新幹線戰士 奧加則因無合體專用頭盔而直接使用被合體機體之頭盔。
10. 1 2 3 4 5 6 7 8  日本點播及所有海外播出版本因版權原因未播放該插入曲。
11. ↑  星期六上午的重播不播放主題曲。
12. ↑  以翡翠台字幕為準。
13. ↑  香港翡翠台播出時，刪剪朱雀被幻覺控制及有關空手入白刃的情節（總共24秒）
14. ↑  香港翡翠台播出時，刪剪久留米綠學習用自家超開運酒消毒的情節（總共13秒）
15. ↑  香港翡翠台播出時，刪剪隼人以拍打灼沙、拍打冰水及追越雷電並遭受電擊去修行的情節（總共12秒）
16. ↑  香港翡翠台播出時，刪剪三原雙葉模仿本庄赤城唱雙簧時脱衣的片段（總共10秒；由於角色表情與刪剪後的劇情不符，因此需調整相關對白的播放位置）
17. ↑  香港翡翠台播出時，刪剪麒麟毆擊蒼玉胸口的情節（總共2秒）

## 外部連結
- Takara Tomy官方網站上關於新幹線戰士的介紹頁面（日語）
- 電視動畫「新幹線戰士」官方網站（日語）
- 動畫「新幹線戰士」官方YouTube頻道 （页面存档备份，存于）（日語）